# تجاوز التكاليف
تجاوز التكاليف، يُعرف كذلك باسم زيادة التكاليف أو تجاوز الميزانية، عبارة عن تكلفة غير متوقعة يتم تكبدها في حالة زيادة المبلغ المخصص للميزانية بسبب تقدير التكلفة الفعلية بقيمة أقل أثناء وضع الميزانية. ويلزم التمييز بين مفهوم تجاوز التكاليف وبين تصاعد التكاليف، والمُستخدم في التعبير عن النمو المتوقع في التكلفة المدرجة في الميزانية نتيجة عوامل، مثل التضخم الاقتصادي.
ويشيع حدوث تجاوز في التكلفة في المشاريع المتعلقة بـ البنية التحتية والبناء والتقنيات. بالنسبة لـ مشروعات تقنية المعلومات، كشفت دراسة أجرتها مجموعة ستانديش (Standish Group) في هذا المجال أن متوسط تجاوز التكلفة بلغت نسبته 43 بالمائة؛ وجاوزت نسبة 71 بالمائة من المشروعات الميزانية، فضلًا عن تجاوزها للتقديرات الوقتية، وقد وضعت تقديرات ضيقة للغاية للمجال؛ وقُدّر إجمالي الفاقد بمبلغ 55 مليار دولار أمريكي سنويًا في الولايات المتحدة وحدها.
تكبدت العديد من مشروعات البناء الكبيرة تجاوزات في التكاليف. وبلغت تكلفة قناة السويس 20 مرة مقارنةً بالتقديرات الأولى التي وُضعت لها؛ على الرغم من أن تقدير التكلفة الذي تم احتسابه قبل عام من عملية البناء بدأ في الحد من قيمة التكاليف الفعلية للمشروع بسبب واحد من ثلاثة عوامل. وبلغت تكلفة دار أوبرا سيدني 15 مرة أكثر مما هو متوقع أصلًا، كذلك بلغت تكلفة طائرة كونكورد الأسرع من الصوت 12 مرة أكثر مما هو متوقع.
وتجاوزت تكلفة بناء نفق القناة الذي يربط بين المملكة المتحدة وفرنسا نسبة 80 بالمائة، وتجاوزت تكلفة التمويل نسبة 140 بالمائة.

## الأسباب
هناك ثلاثة جوانب من التفسيرات التي يمكن من خلالها دراسة أسباب تجاوز التكاليف وهي: تقنية ونفسية وسياسية-اقتصادية. وتوضح التفسيرات التقنية عملية تجاوز التكاليف من حيث عدم اكتمال أساليب التنبؤ، وقصور البيانات وما إلى ذلك. في حين تشير التفسيرات النفسية إلى التجاوزات التي تحدث نتيجة التحيز إلى التفاؤل من جانب المتنبئين. ويعد زحف نطاق المشروع، والذي من خلاله تزداد المتطلبات والأهداف خلال فترة تنفيذ المشروع، أمرًا شائع الحدوث. وأخيرًا، تنظر التفسيرات السياسية والاقتصادية إلى التجاوز باعتباره نتيجة أخطاء إستراتيجية في فهم نطاق المشروع أو تقدير الميزانيات.

## وصف مفهوم تجاوزات التكلفة
يمكن وصف مفهوم تجاوزات التكلفة بأساليب عديدة.
- النسبة المئوية لإجمالي النفقات
- النسبة المئوية الكلية المضمنة والتكلفة الزائدة عن الميزانية الأصلية
- النسبة المئوية لتجاوزات التكاليف عن الميزانية الأصلية

على سبيل المثال، لنفترض أن هناك جسرًا ذا ميزانية بناء تبلغ 100 مليون دولار، في حين أن التكلفة الفعلية له بلغت 150 مليون دولار. فإنه يمكن تمثيل هذا السيناريو بوضوح من خلال استخدام العبارات التالية.
- تشكل التجاوزات في التكلفة نسبة 33% من النفقات الإجمالية.
- ارتفعت ميزانية بناء الجسر لتصل بذلك إلى نسبة 150%.
- تخطت التجاوزات في التكلفة الميزانية الأصلية بنسبة 50%.

ويعد المثال الأخير هو الأكثر استخدامًا، حيث إنه يصف على وجه التحديد التجاوزات في التكلفة بطريقة حصرية، بينما يصف المثالان الآخران التجاوزات بوصفها شكلًا من أشكال النفقة الإجمالية. وعلى أي حال، يلزم توخي الاهتمام في وصف ما المقصود بالنسبة المئوية المختارة بدقة وذلك لتجنب حدوث أي التباس.

## قائمة بالمشروعات ذات تجاوزات التكلفة الكبيرة

### أستراليا
- حديقة سيدني الأوليمبية
- دار أوبرا سيدني
- مشروع بطاقة مايكي

### البرازيل
- برازيليا

### كندا
- محطة التوليد النووية بيكرينج
- ستاد مونتريال الأوليمبي
- سكاي دوم|مركز روجرز (يعرف سابقًا بسكاي دوم)

### الدنمارك
- نفق الحزام الكبير للسكة الحديد

### مصر
- قناة السويس

### اليابان
- خط سكة حديد جويتسو شينكانسن فائق السرعة

### ماليزيا
- سد بيرجيو

### كوريا الشمالية
- فندق ريوغيونغ

### بنما
- قناة بنما

### السويد
- قناة جوتا
- نفق هولاندساس

### المملكة المتحدة
- جسر هامبر
- قبة الألفية
- البرنامج الوطني لتقنية المعلومات
- مبنى البرلمان الأسكتلندي
- التحويل والتسجيل الإلكتروني للأسهم غير الموثقة (تداول الأسهم)

### الولايات المتحدة
- الحفر الكبير
- مطار دينفر الدولي
- استبدال الامتداد المتجه شرقًا لجسر سان فرانسيسكو-أوكلاند
- إف - 22 رابتور
- مرصد هابل الفضائي
- لوكهيد مارتن إف-35 لايتنيغ الثانية / برنامج المقاتلة جوينت سترايك
- النظام الوطني للسواتل البيئية العاملة قطبية المدار
- نفق باو باو
- مترو الشارع الثاني
- في-22 أوسبري

### جنسيات متعددة
- إيرباص إيه 380
- إيرباص إيه 400إم
- نفق المانش
- كاتدرائية كولونيا
- كونكورد
- يوروفايتر
- القطارات الخفيفة بالقدس